# Lombard Street

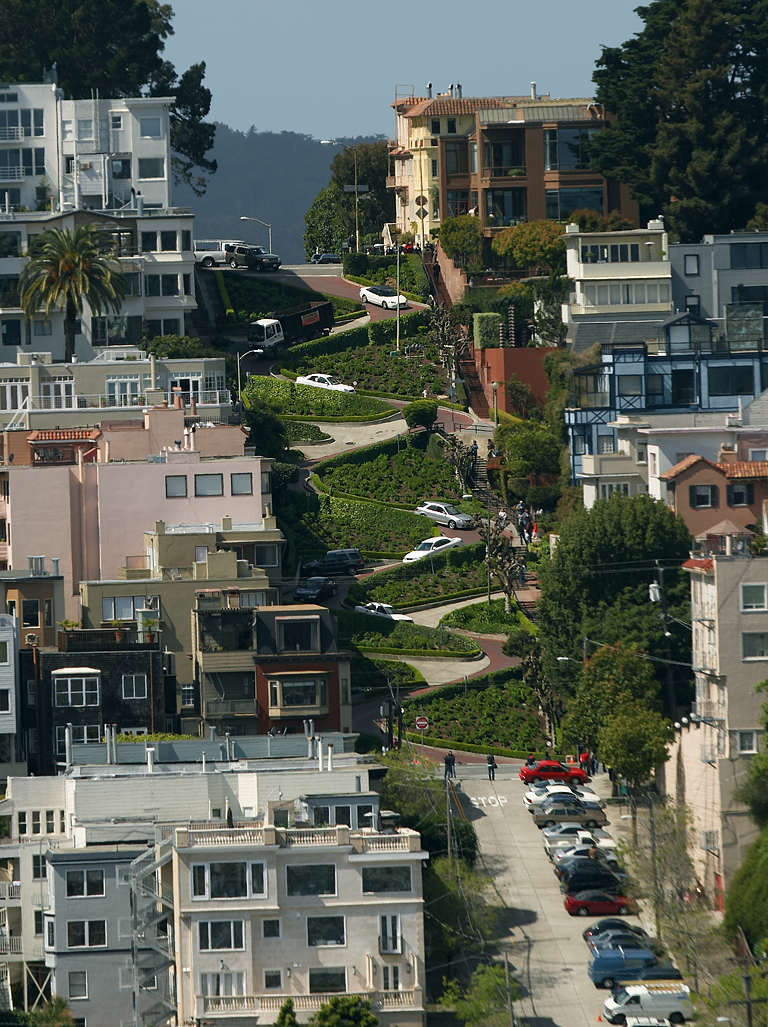
A Lombard Street.

Lombard Street (em português:  Rua Lombard) é uma das vias de trânsito mais famosas da cidade de São Francisco, na Califórnia, Estados Unidos. Ganhou destaque internacional devido à ladeira íngreme pela qual passa em zigue-zague. Já serviu de cenário para vários filmes rodados na cidade.
O formato incomum da rua foi idealizado em 1922 pelo proprietário Carl Henry, com a finalidade de eliminar os 27 graus de inclinação da colina e de possibilitar o tráfego de automóveis.
Em 2019 foi proposto que os turistas passem a pagar uma taxa de 5 dólares para atravessar a rua. Aos fins de semana e dias festivos a taxa sobe para 10 dólares.

## Na cultura popular
Uma versão descaracterizada dessa rua também aparece no jogo Grand Theft Auto: San Andreas como Windy Windy Windy Windy Street, na cidade fictícia de San Fierro (inspirada em São Francisco).
A Lombard St. também aparece no jogo San Francisco Rush: Extreme Racing, de 1997, em um atalho secreto.
No jogo Driver: San Francisco existe um Troféu/Conquista para conduzir em Lombard Street no mínimo a 20mph sem bater em nenhum obstáculo.
Outro jogo que a famosa rua aparece é Watch Dogs 2, que se passa em San Francisco, já foi divulgada a rua no trailer do jogo e em algumas gameplays vazadas.
Já apareceu também no programa dos Mythbusters (os caçadores de mitos).